# Махнёв, Алексей Григорьевич
Алексе́й Григо́рьевич Махнёв (1921—1984) — сержант Рабоче-крестьянской Красной Армии, участник Великой Отечественной войны, Герой Советского Союза (1944).

## Биография
Родился 23 февраля 1921 года в посёлке Куделька (ныне — город Асбест в Свердловской области). После окончания семи классов школы работал слесарем. В 1940 году Махнёв был призван на службу в Рабоче-крестьянскую Красную Армию. С июня 1943 года — на фронтах Великой Отечественной войны.
К ноябрю 1943 года сержант Алексей Махнёв был наводчиком 1330-го истребительно-противотанкового артиллерийского полка 3-й истребительно-противотанковой артиллерийской бригады 33-й армии Западного фронта. Отличился во время освобождения Витебской области Белорусской ССР. 17 ноября 1943 года в боях в районе деревни Козьяны Дубровенского района он лично уничтожил большое количество солдат и офицеров противника, удержав позицию, сам был ранен, но продолжал сражаться.
Указом Президиума Верховного Совета СССР от 29 марта 1944 года сержант Алексей Махнёв был удостоен высокого звания Героя Советского Союза с вручением ордена Ленина и медали «Золотая Звезда».
В июне 1946 года А. Махнёв был демобилизован в звании старшего сержанта. 
Вернулся в город Асбест. Учился в Свердловской областной партийной школе (не окончил). Работал заведующим коммунальным хозяйством, слесарем городского молокозавода. С сентября 1954 года трудился на предприятиях треста «Союзасбест» и комбината «Ураласбест» (с небольшими перерывами в 1955-1956, 1959-1960, 1963-1965): контролёр цеха экскаваторной добычи, с мая 1956 - слесарь по ремонту обогатительного оборудования асбестообогатительной фабрики № 4, с августа 1960 - слесарь по ремонту оборудования ремонтно-механического завода, с апреля 1965 - слесарем по ремонту оборудования Северного рудоуправления, с января 1971 - слесарем по ремонту оборудования асбестообогатительной фабрики № 3, с июля 1975 - слесарем по ремонту оборудования ремонтно-механического завода.
В июле 1980 года был арестован за совершение уголовного преступления, а 17 февраля 1981 года осужден Асбестовским народным судом к лишению свободы. После освобождения с июля 1983 года вновь работал слесарем по ремонту оборудования в Центральном рудоуправлении комбината. В июне 1984 года вышел на пенсию.
Скончался 10 декабря 1984 года.
Был также награждён рядом медалей.
В Асбесте его именем названа улица (2003), на одном из домой которой установлена мемориальная доска (2011). В средней общеобразовательной школе № 8 города Асбеста действует школьный музей память А.Г. Махнёва.